# コラボ.
『コラボ.』(Collabo.)は、2004年2月18日にGT musicから発売された、コンピレーション・アルバム。規格品番：MHCL-343。

## 概要
コラボレーション楽曲を集めたコンピレーション・アルバム。

## 収録曲
1. 美しく燃える森 (5:03)　東京スカパラダイスオーケストラ vocal：奥田民生
作詞：谷中敦　作曲：川上つよし
編曲：東京スカパラダイスオーケストラ
2. the meaning of peace (5:00)　KODA KUMI&BoA
作詞・作曲・編曲：小室哲哉
3. ポーカーフェイス (5:32)　ゴスペラーズ feat.Rhymester
作詞：安岡優・S.Sasaki・D.Sakama
作曲：黒沢薫・宇佐美秀文　編曲：K-Muto(Groovediggerz)
4. LIFE feat.bird (7:07)　MONDO GROSSO
作詞：bird　作曲：MONDO GROSSO　編曲：大沢伸一
5. Two of A Kind (S.O.S.meets CHEMISTRY) (6:27)　Skoop On Somebody
作詞：松尾潔・S.O.S　作曲：S.O.S　編曲：松浦晃之
6. CANDY POP feat.SOUL'd OUT (5:04)/Heartsdales
作詞：Heartsdales・SOUL'd OUT・VERBAL、作曲：SOUL'd OUT・VERBAL
7. Cause I Love You featuring 山嵐 (6:12)　MOOMIN
作詞：Moomin・Kojima・Satoshi
作曲・編曲：山嵐・Moomin
8. WHERE IS THE LOVE (3:53)　椎名純平 with 椎名林檎
作詞・作曲：Ralph MacDonald・William Salter
編曲：OCTOPUSSY
9. 眠りの森 (5:55)　冨田ラボ feat.ハナレグミ
作詞：松本隆　作曲・編曲：冨田恵一
10. NATURAL VIBES (5:01)　Loop Junktion & Keyco,Q-ILL
作詞：山仁 da sportsman・Keyco・Q-ILL
作曲・編曲：LOONY TUNE・Keyco
11. Tragicomic (4:35)　DJ KRUSH feat.ACO,TWIGY
作詞：TWIGY・ACO　作曲：DJ KRUSH・ACO　
編曲：DJ KRUSH
12. Believe The Light (5:24)　TRICERATOPS with LISA
作詞：LISA & SHO WADA　作曲：SHO WADA
編曲：TRICERATOPS
13. ありがとう (3:30)　井上陽水奥田民生
作詞・作曲：井上陽水・奥田民生